# Quercus schuettei
Quercus schuettei är en bokväxtart som beskrevs av William Trelease. Quercus schuettei ingår i släktet ekar, och familjen bokväxter.
Artens utbredningsområde är Wisconsin. Inga underarter finns listade i Catalogue of Life.